# モーニングスマイル
モーニングスマイルは、南日本放送（MBCラジオ）で現在放送中の朝ワイド番組。正式名は○○○○のモーニングスマイル（○○○○にはスタジオMC（後述の出演者参照）のフルネームが入る）で、番組の愛称はモニスマ。

## 放送日・放送時間
- 平日6:30 - 9:40

## 出演者

### 現在

#### スタジオMC
- 岩﨑弘志（南日本放送アナウンサー）月曜担当、4代目男性MC。
- 玉谷愛（同上）火曜担当、7代目女性MC。
- 佐々木武海（同上）水曜担当、3代目男性MC。
- 田神沙羅（同上）木曜担当、6代目女性MC。
- 小薗秀汰（同上）金曜担当、4代目男性MC。

#### ポニーメイツ(中継担当)
- 濱野莉世
- 岸良夕明

### 過去
| 期間      | 期間      | 月曜・火曜 | 水曜       | 木曜・金曜 |
| --------- | --------- | ---------- | ---------- | ---------- |
| 2013.4.1  | 2014.3.31 | 古山かおり | 古山かおり | 古山かおり |
| 2014.4.1  | 2016.3.31 | 吉田智大   | 吉田智大   | 吉田智大   |
| 2016.4.1  | 2018.9.28 | 美坂理恵   | 美坂理恵   | 美坂理恵   |
| 2018.10.1 | 2019.9.30 | 山口真奈   | 原口奈菜   | 原口奈菜   |
| 2019.10.1 | 2020.3.27 | 木藪亮太   | 山口真奈   | 山口真奈   |
| 2020.3.30 | 2021.3.31 | 木藪亮太   | 木藪亮太   | 山口真奈   |
| 2021.4.1  | 2021.9.30 | 上塘百合恵 | 木藪亮太   | 木藪亮太   |
| 2021.10.1 | 2023.9.29 | 上塘百合恵 | 佐々木武海 | 佐々木武海 |
| 2023.10.2 | 2024.9.27 | 上塘百合恵 | 田神沙羅   | 田神沙羅   |

## タイムスケジュール
- 6:30 オープニング・ニュース
- 6:35 おはようJA
- 7:00 ニュース ・交通情報・天気予報
- 7:10 おはよう！ニュースネットワーク
- 7:25 スマイルレポート725(ふるさと特派員への電話中継・ポニー号中継）
- 7:30 希望のリボン（スタジオMCはタイトルコールを担当する）
- 7:40 交通情報
- 7:42 モニスマタイムズ
- 7:45 かごしまちょいす
- 7:50 今朝の気象レーダー
- 7:54 交通情報
- 8:00 日本全国8時です
- 8:14 ポニー号の中継
- 8:16 天気予報・8時のアメダス
- 8:18 交通情報
- 8:21 スマイルミュージック
- 8:23 武田鉄矢・今朝の三枚おろし
- 8:30 羽田美智子のいってらっしゃい
- 8:40 交通情報
- 8:42 ポニーのスマイル中継
- 8:50 MBC50ニュース（スタジオMCが担当する）
- 9:00 明石屋 行ってみたいし食べたいし
- 9:06 スマイルミュージック(月・第2水曜を除く）・Brand New Songs(第2水曜のみ)
- 9:10 910イキイキ園芸情報プラス
- 9:15 曜日別コーナー（（月）スマイルミュージックプラス・（火）みんな元気・（水）Brand New Songs(第2水曜を除く)・（水）みんなでかごしまSDGS(第2水曜のみ)・（木）薗田とさらのカゴシマスイーツマップ・（金）ニュース・スポーツ・お知らせ等・
- 9:23 ジャパネットたかたラジオショッピング
- 9:32 エンディング